# Pilar Coll
Pilar Coll Torrente (Fonz, Huesca, 30 de enero de 1929 - Lima 15 de septiembre de 2012) fue una activista, misionera y abogada española reconocida por su compromiso en favor de los derechos humanos y la búsqueda de justicia para miles de detenidos desaparecidos durante el conflicto armado interno en el Perú. Ha sido la primera Secretaria Ejecutiva de la Coordinadora Nacional de Derechos Humanos.

## Biografía
Nació en el 30 de enero de 1929 en Fonz, en la provincia de Huesca, al noreste de España. A temprana edad sufre la pérdida de su padre, Joaquín Coll, quien fue asesinado junto con Emilio Camón, un pariente suyo, durante la guerra civil española. El conflicto poco después terminó, pero las secuelas que dejó en cuerpos y almas no fueron pocas. Durante su juventud fallecen de tuberculosis sus dos hermanas mayores, María Mercedes y María Josefa, una enfermedad en aquella época mucho más mortal y acaso alimentada por las miserias de un conflicto armado. Cuando tuvo 21 años, Coll Torrente fue a Barcelona a estudiar Derecho. Fue allí donde escuchó hablar por primera vez de la Declaración Universal de los Derechos Humanos, algo que, en cierto modo, le resultó familiar luego de tanta peripecia de vida.
A los 29 años, Pilar, ya graduada en Derecho, ingresó al Instituto de Misioneras Seculares (IMS), lo que hizo que viviera en varias ciudades de España como Vittoria, Sevilla, Madrid, Salamanca. En esta última ciudad recibió la propuesta para ir a trabajar en Trujillo, Perú, con universitarios. 
Llegó en barco al Callao en 1967 y de allí fue a Trujillo, a trabajar en la Escuela de Servicios Sociales, con la Unión Nacional de Estudiantes Católicos (UNEC) y en un colegio muy modesto, donde enseñaba religión. Diez años después, llegaría a Lima, a trabajar en CEAS (Comisión Episcopal de Acción Social), desde donde ayudó a los miles de despedidos luego del paro nacional del 19 de julio de 1977.
Luego trabajó en distrito limeño de El Agustino, hasta que en 1987 fue ungida como la primera secretaria ejecutiva de la Coordinadora Nacional de Derechos Humanos (CNDDHH). En julio de 1988, después de la matanza de Cayara, Pilar fue a Ayacucho, precisamente para ver las denuncias de desapariciones relacionadas con el hecho y fue detenida junto con el padre Carlos Gallagher, además de dos asistentes sociales. A pesar de todo, promovieron una misa en el lugar de detención, a la que asistió uno de los policías que los custodiaban. Quizás, entonces, a Pilar revivió los tensos días de la guerra civil española, las detenciones, los asesinatos. Aunque también las posibilidades de la convivencia humana y el respeto por el otro, encarnados ahora en un policía capaz de conmoverse.
A fines de la década de 1980 fue una activa impulsora de "Perú, Vida y Paz" (movimiento que promovió acciones en favor de la paz durante la guerra interna que se vivió en esos años), junto a un grupo de personalidades de diversos ámbitos de la vida nacional y miles de voluntarios en todo el país. 
Pilar Coll ha recibido diversas condecoraciones y premios por su destacada labor en la defensa y promoción de los derechos humanos y del orden constitucional del Perú, tanto es así que en 1993 es premiada con el nombramiento de dama de la Orden de Isabel la Católica por el rey Juan Carlos I y, en el 2008, por la Defensoría del Pueblo del Perú.
Falleció a las 8 a. m. del 15 de septiembre de 2012 en la Clínica Centenario de Pueblo Libre, Lima.